# Catalogue APM
Pour les articles homonymes, voir APM.
Le catalogue APM, pour Automated Plate Measuring (soit « mesure automatisée [à partir] de plaques photographiques »), est un catalogue de galaxies réalisé dans le courant des années 1980. Le catalogue est basé sur l’analyse de plaques photographiques réalisé par deux télescopes de Schmidt, le United Kingdom Schmidt Telescope (UKST) et le télescope de Schmidt Samuel-Oschin de l’observatoire du Mont Palomar. Ces clichés, parfois relativement anciens (ceux du Mont Palomar ont été réalisés en 1958, par exemple) ont ensuite été numérisés à l’aide d’une machine spécialisée, appelée Automated Plate Measuring, basée à l’Institute of Astronomy de l’Université de Cambridge. 